# Isola Amund Ringnes
L' isola Amund Ringnes fa parte del sottogruppo delle isole Sverdrup a loro volta appartenenti al gruppo di isole della Regina Elisabetta nella regione di Qikiqtaaluk, Nunavut, in Canada.
Si trova nell'oceano Artico, è lunga 114 km e larga 60, ha una superficie di 5.255 Km², il che la rende la 111ª isola più grande del mondo nonché la 25ª isola più grande del Canada.
L'altezza media dell'isola è tra i 50 ed i 100 metri sopra il livello del mare mentre il punto più alto si trova nell'entroterra a nord-est e raggiunge i 265 metri.
L'isola è separata dallo stretto Hassel Sound dall'isola di Ellef Ringnes.

## Storia
L'isola Amund Ringnes deve il suo nome a Otto Sverdrup che la chiamò così in onore di uno degli sponsor della spedizione, un birraio di Oslo di nome, appunto, Amund Ringnes nel 1900. Nel 1902 l'isola è stata reclamata dalla Norvegia che ha poi rinunciato alla rivendicazione nel 1930.